# Dollaro di Sumatra
Il dollaro (Malese: ringgit, Jawi: ريڠݢيت) è stato la valuta della colonia britannica di Bencoolen (nota anche al tempo come Fort Marlbro' o Fort Marlboroughoggi conosciuta come Bengkulu) sulla costa occidentale dell'isola di Sumatra fino al Trattato anglo-olandese del 1824, quando l'impero britannico scambiò Bencoolen con Malacca.
Il dollaro era suddiviso in quattro suku (Malese, Jawi: ﺳوکو; Inglese: quarter), ciascuno dei quali pari a 100 keping (Malese, Jawi: کڤڠ o کفڠ; Inglese: pieces). Il dollaro aveva valore pari al dollaro spagnolo. Venne rimpiazzato dal fiorino delle Indie Olandesi dopo che gli olandesi ebbero assunto il controllo della colonia dagli inglesi nel 1824.

## Monete
Monete in rame furono emesse in tagli da 1, 2 e 4 keping. Pezzi in argento da 2 suku furono emessi nel nome di Fort Marlbro nel 1783 e nel 1784, seguiti da gettoni di rame da ½ dollaro nel 1797.